# Bestuurlijke indeling van Kroatië

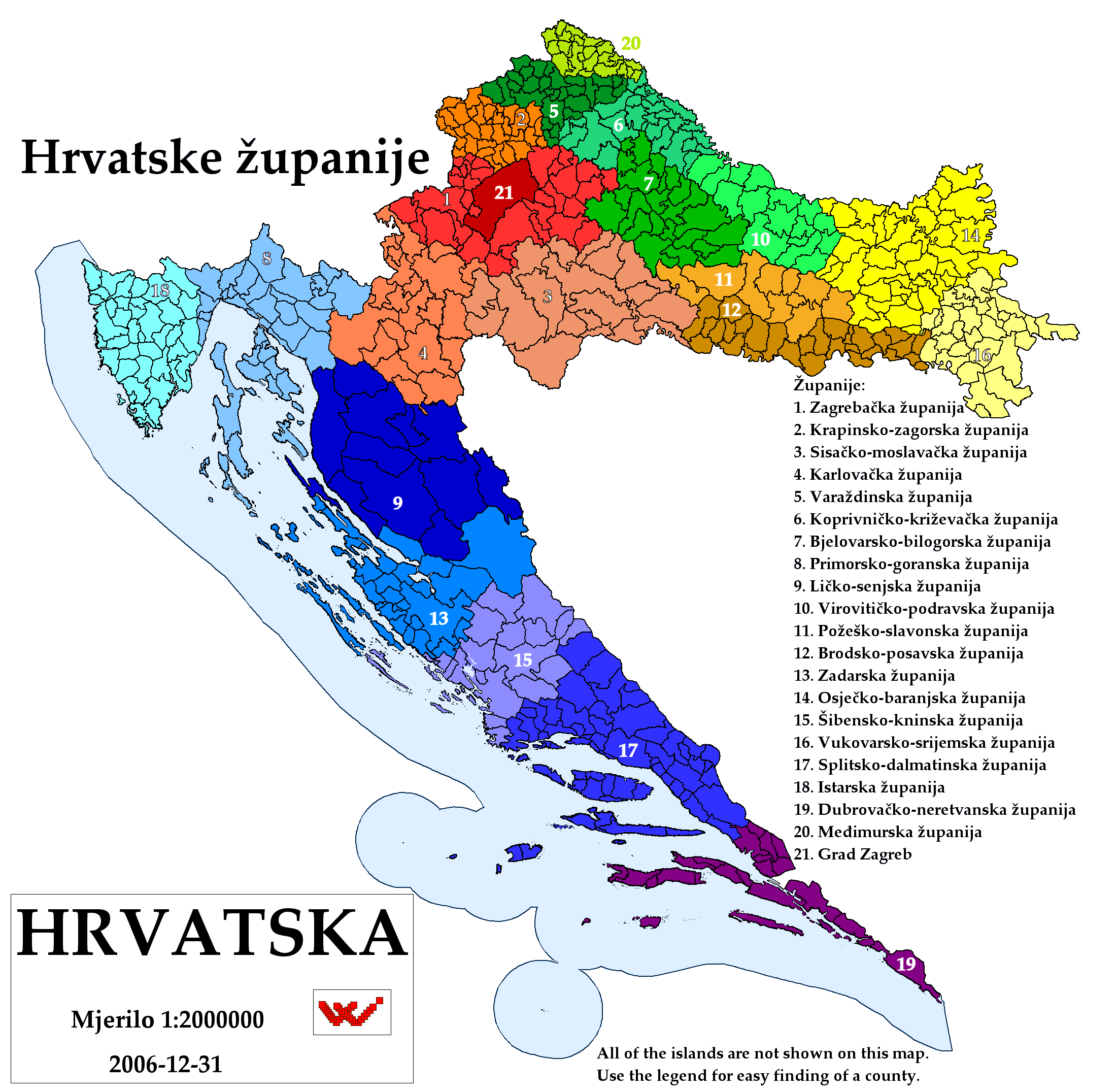
Kaart van de provincies van Kroatië

De bestuurlijke indeling van Kroatië bestaat naast de centrale overheid uit twee bestuurslagen.

## Regionaal niveau
Op regionaal niveau bestaan de provincies (županije, enkelvoud županija, ook wel vertaald met 'comitaten'). De hoofdstad Zagreb heeft de status van provincie. In elke provincie bestaat een Provinciale Vergadering (županijska skupština) met voor een periode van vier jaar direct gekozen vertegenwoordigers. De Provinciale Vergadering controleert de uitvoerende macht, beslist over de financiële begroting en heeft verordenende bevoegdheid. Daarnaast heeft de provincie een prefect (župan, letterlijk vertaald 'graaf') met  'dožupan die samen de uitvoerende macht (županijsko poglavarstvo) vormen.

## Lokaal niveau
Op lokaal niveau is Kroatië verdeeld in 426 (plattelands-)gemeenten (Općine, enkelvoud Općina) en 128 gemeenten met de status van stad hebben (Gradova, enkelvoud Grad). Elk van de steden en gemeenten kiest met directe verkiezingen een stads- of gemeenteraad (Gradsko vijeće resp. Općinsko vijeće).
Bjelovar-Bilogora · 
Brod-Posavina · 
Dubrovnik-Neretva · 
Istrië · 
Karlovac · 
Koprivnica-Križevci · 
Krapina-Zagorje · 
Lika-Senj · 
Međimurje · 
Osijek-Baranja · 
Požega-Slavonië · 
Primorje-Gorski Kotar · 
Šibenik-Knin · 
Sisak-Moslavina · 
Split-Dalmatië · 
Varaždin · 
Virovitica-Podravina · 
Vukovar-Srijem · 
Zadar · 
Provincie Zagreb · 
Stad Zagreb